# Hilterfingen
Hilterfingen (toponimo tedesco) è un comune svizzero di 4 072 abitanti del Canton Berna, nella regione dell'Oberland (circondario di Thun).

## Geografia fisica
Hilterfingen si affaccia sul Lago di Thun.

## Storia
Nel 1958 la località di Hünibach, fino ad allora frazione di Heiligenschwendi, fu assegnata a Hilterfingen.

## Monumenti e luoghi d'interesse

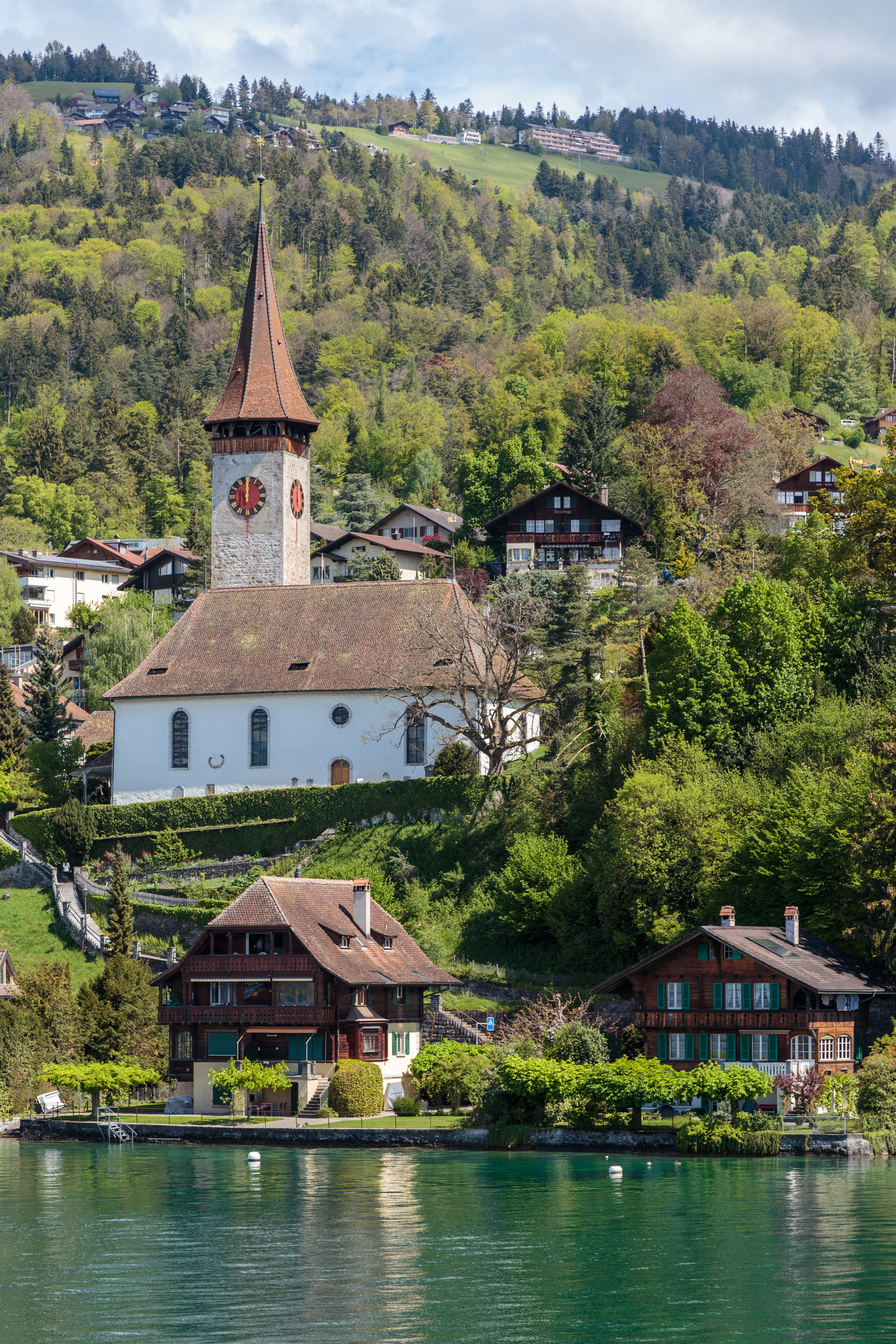
La chiesa riformata

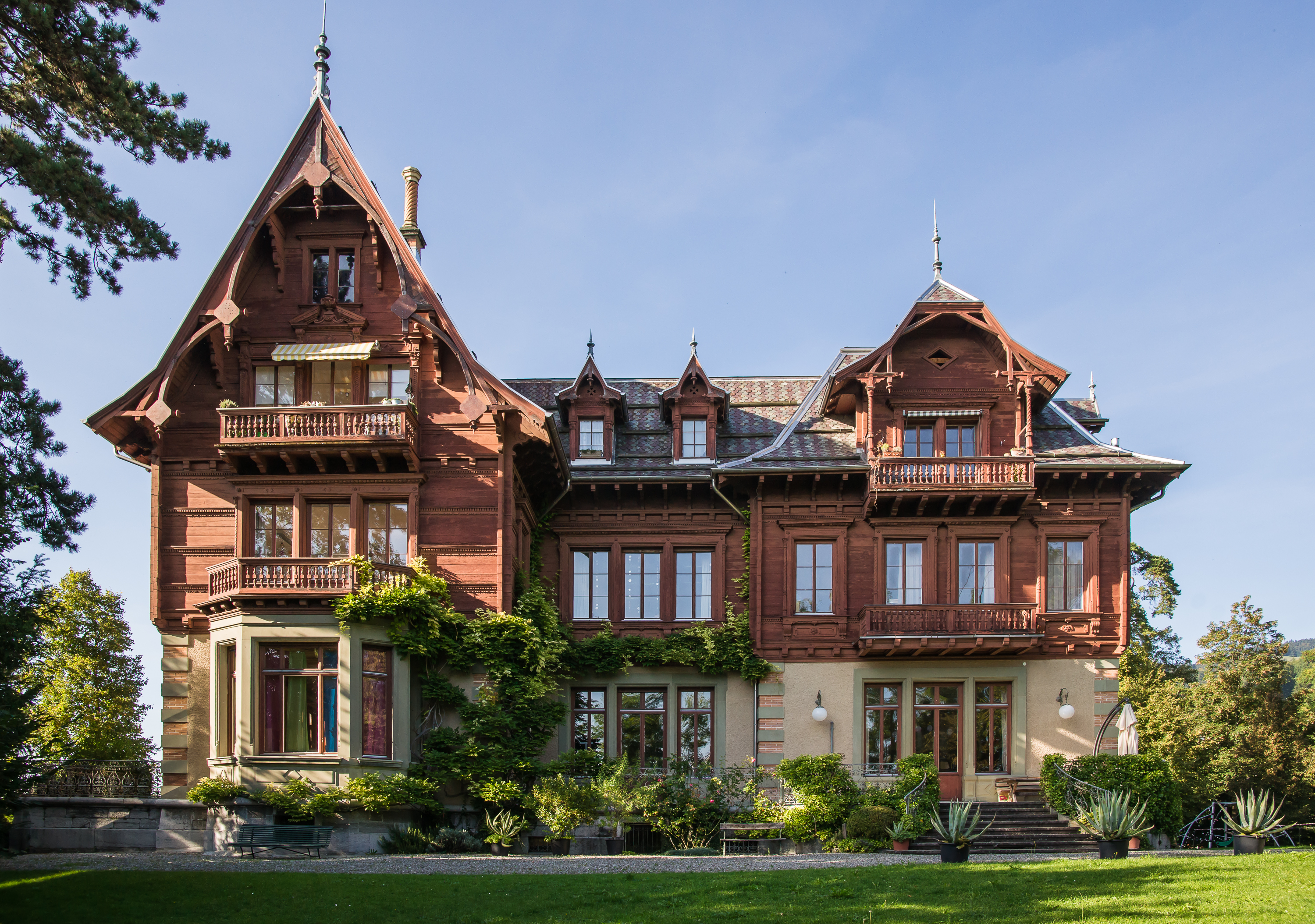
Il castello di Eichbühl

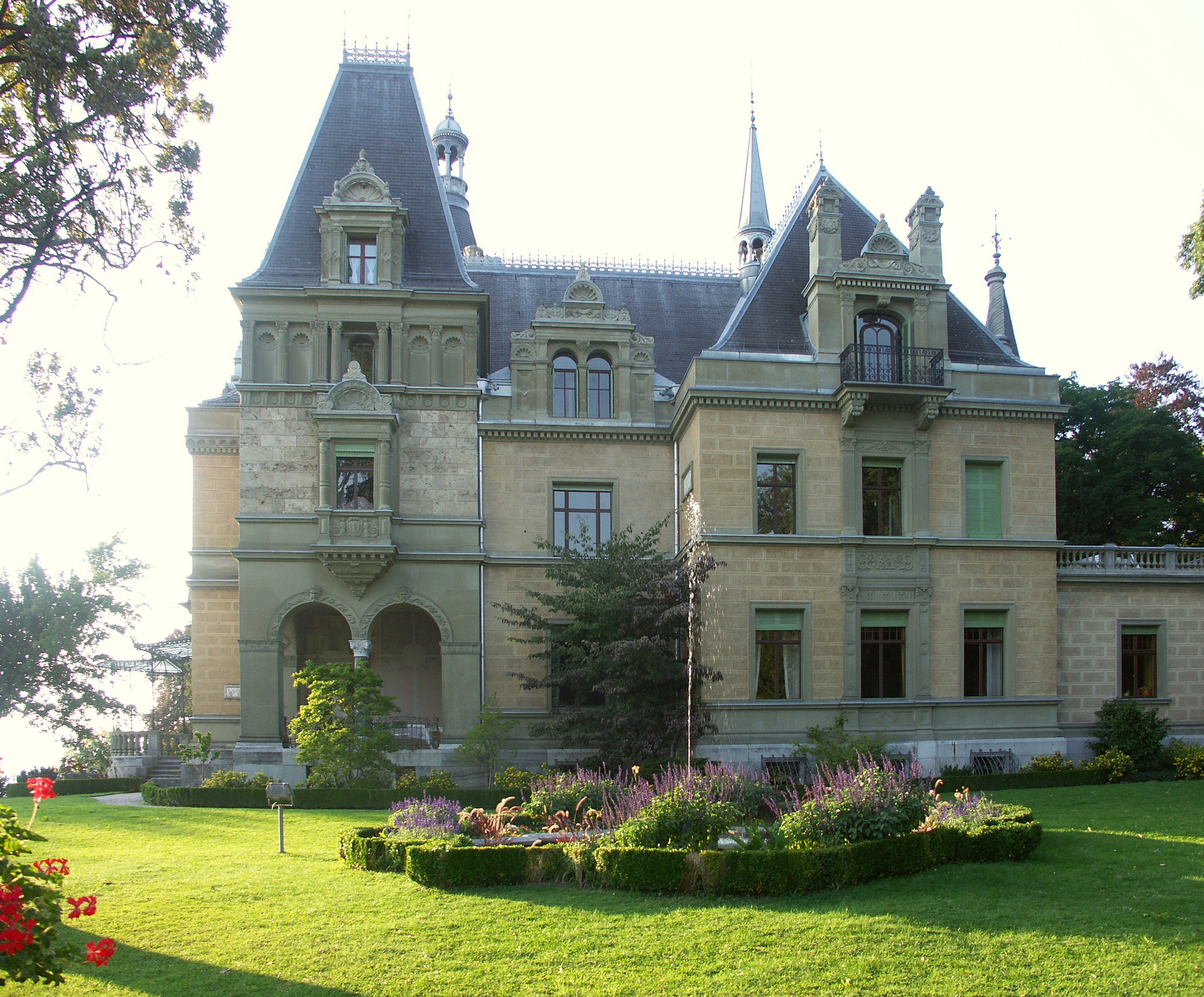
Il castello di Hünegg

- Chiesa riformata (già di Sant'Andrea), eretta nel VII-VIII secolo e ricostruita nel 1727[1];
- Castello di Eichbühl, eretto nel 1860[1];
- Castello di Hünegg, eretto nel 1861-1863[1].

## Società

### Evoluzione demografica
L'evoluzione demografica è riportata nella seguente tabella:
Abitanti censiti

## Infrastrutture e trasporti
Tra il 1913 e il 1952 Hilterfingen fu servita dalla tranvia Steffisburg-Thun-Interlaken; nel 1952 la tranvia fu sostituita dalla filovia Thun-Beatenbucht, soppressa nel 1982.

## Amministrazione
Ogni famiglia originaria del luogo fa parte del comune patriziale che ha la responsabilità della manutenzione di ogni bene ricadente all'interno dei confini del comune.